# キリストの鞭打ち (カラヴァッジョ)
『キリストの鞭打ち』（キリストのむちうち、伊: La Flagellazione di Cristo、英: Flagellation of Christ））は、イタリアのバロック期の巨匠カラヴァッジョが1607年にキャンバス上に油彩で制作した絵画である。伝記作家のジョヴァンニ・ピエトロ・ベッローリによると、絵画は本来ナポリのサン・ドメニコ・マッジョーレ教会の礼拝堂のためにジェノヴァ出身の貴族トンマーゾ・デ・フランキスにより注文された。現在、ナポリのカポディモンテ美術館に所蔵されている。なお、カラヴァッジョは、同時期に別の「鞭打ち」である『柱につながれたキリスト』 (ルーアン美術館) も制作している。

## 背景
この絵画の注文主トンマーゾ・デ・フランキスの一家は、ナポリの最高司法機関サクロ・レージョ・コンシーリオの議長を務めていた父ヴィンチェンツォ・デ・フランキス、そしてヴィンチェンツォの息子たちのおかげでナポリに財産を築いていた。息子たちはナポリのスペイン副王府でしかるべき地位に就いていたが、息子の1人ロレンツォ・デ・フランキスは、カラヴァッジョがすでに『慈悲の七つの行い』を描いていたピオ・モンテ・デッラ・ミゼリコルディア教会の同心会のために税務担当の弁護士と代議員を務めていた。彼がカラヴァッジョと本作の注文主トンマーゾとの仲介をした可能性が高い。作品には当初、トンマーゾらしき人物が画面右側に描かれていたが、後に塗りつぶされた。作品は、1972年にカポディモンテ美術館に移された。

## 作品
本作は、処刑される直前にピラトの命令でイエス・キリストが鞭打たれる場面を表している。闇に浮かぶ円柱につながれたキリストは、左足を踏み出すようにして体をよじっている。古代彫刻を思わせるその堂々たる身体は、光を浴びてひときわ輝いている。右手の兵士はキリストを縛りつけ、左手の兵士は茨の枝の鞭を手にしつつ、激しい形相でキリストの髪の毛を掴んでいる。左手前の陰の中に屈むもう1人の兵士は、茨の枝を束ねて鞭を作っているところである。この人物は、フィレンツェのウフィツィ美術館にある有名なヘレニズム時代の古代彫刻『アッロティーノ』 (刃を研ぐスキタイ人) の複製版画にもとづいているといわれる。
カラヴァッジョはこの作品を描くにあたり、ローマのサン・ピエトロ・イン・モントリオ教会にあるセバスティアーノ・デル・ピオンボによる有名な壁画『キリストの鞭打ち』を念頭に置いていたであろう。一方、キリストのポーズについては、ブレシア出身の画家ロマニーノの『キリストの鞭打ち』を参照した可能性がある。このロマニーノの作品は祝祭用の旗織であるが、版画でもよく知られていたからである。本作で、カラヴァッジョの劇的な光の用い方は完成の域に達している。絵画に見られる明暗表現や暴力性はナポリの画家たちに衝撃を与え、バッティステッロ・カラッチョロやスペイン人画家ホセ・デ・リベーラに代表されるナポリ派絵画の勃興につながった。

## ギャラリー

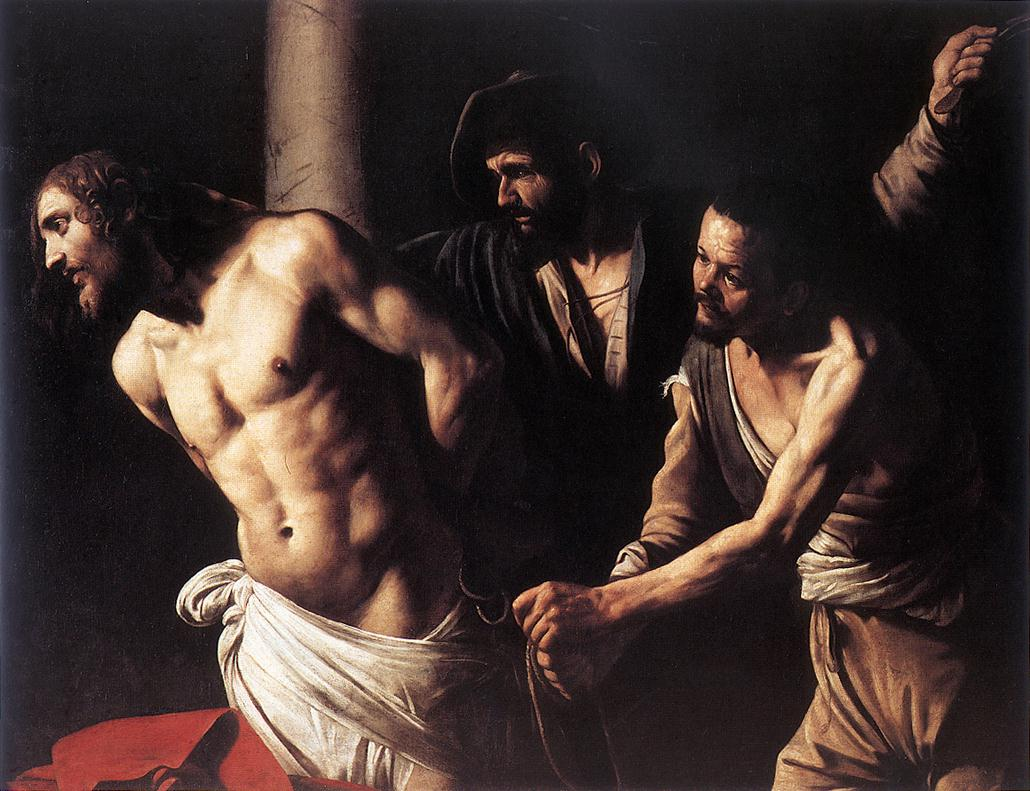
カラヴァッジョ『柱につながれたキリスト』 (1606-1607年)、ルーアン美術館
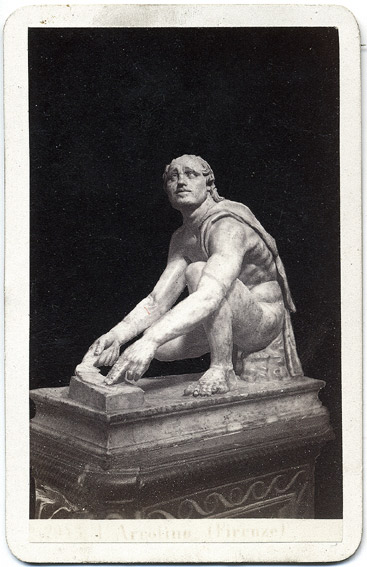
ヘレニズム時代の彫刻『アッロティーノ（英語版）』 (紀元前1世紀) の複製、ウフィツィ美術館、フィレンツェ
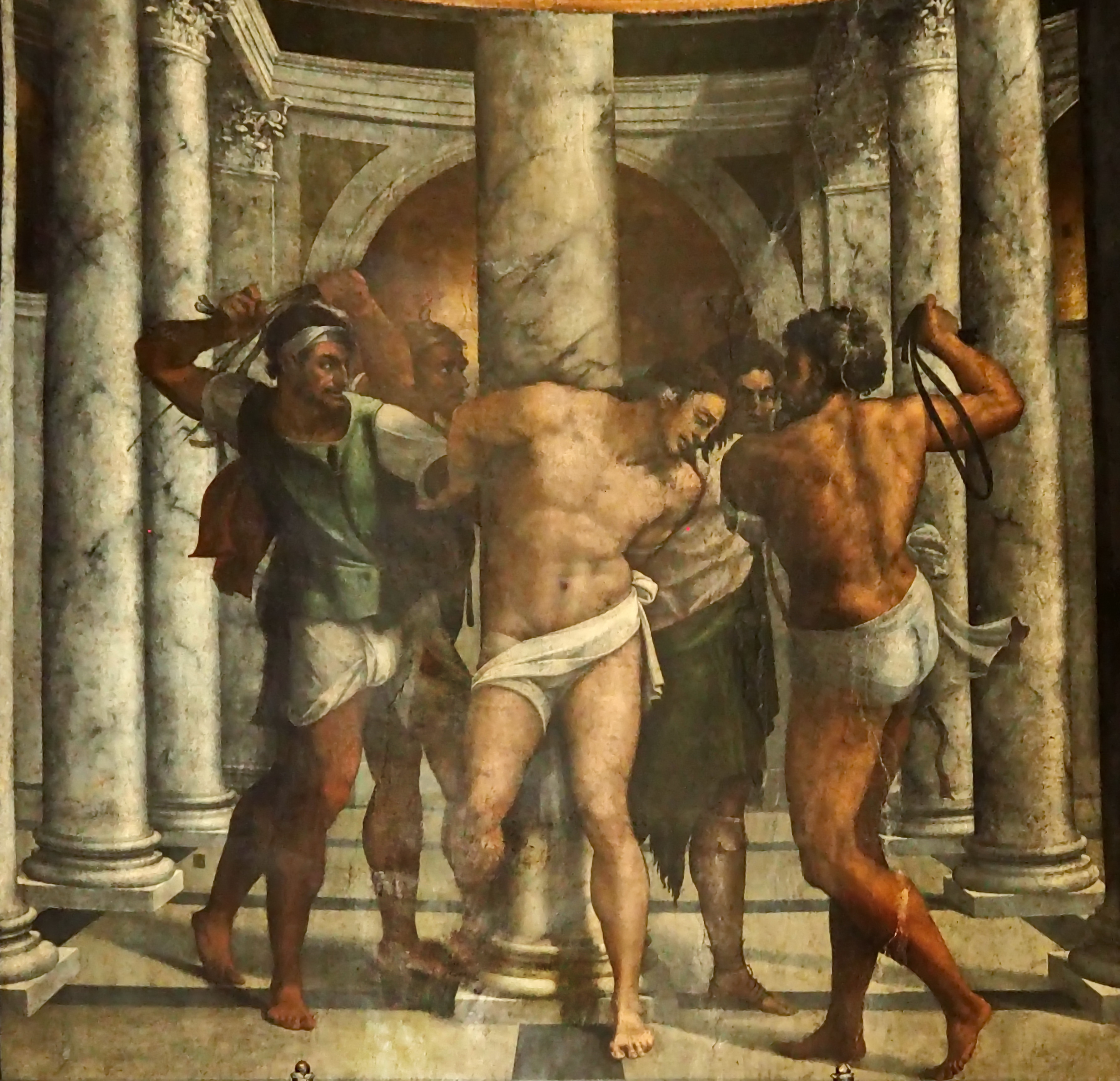
セバスティアーノ・デル・ピオンボ『キリストの鞭打ち』(1516年以降)、サン・ピエトロ・イン・モントリオ教会、ローマ
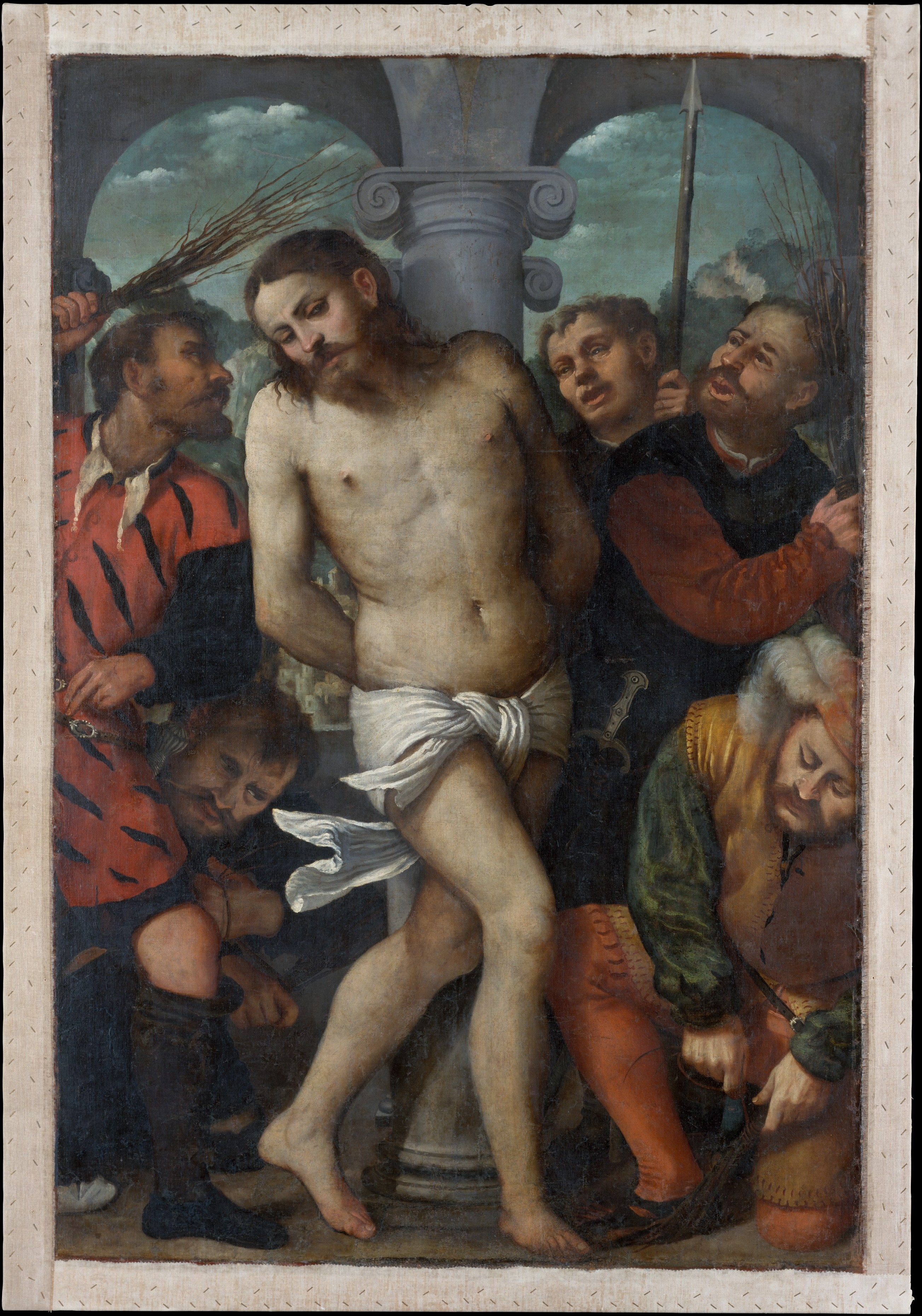
ロマニーノ（英語版）『キリストの鞭打ち』(1540年ごろ)、メトロポリタン美術館、ニューヨーク